# سام قالبرايث
سام قالبرايث (بالإنجليزية: Sam Galbraith)‏ هو جراح أعصاب وجراح وسياسي بريطاني، ولد في 18 أكتوبر 1945 في كليذرو في المملكة المتحدة، وتوفي في 18 أغسطس 2014 في غلاسكو في المملكة المتحدة. حزبياً، نشط في حزب العمال.

## مناصب
- في الانتخابات العمومية للمملكة المتحدة 1987 [الإنجليزية]‏، انتخب عضو البرلمان الخمسون للمملكة المتحدة عن دائرة Strathkelvin and Bearsden (UK Parliament constituency) [الإنجليزية]‏ خلال فترته النيابية ‏ (11 يونيو 1987 – 16 مارس 1992).
- في الانتخابات العامة في المملكة المتحدة 1992 [الإنجليزية]‏، انتخب عضو البرلمان الحادي والخمسون للمملكة المتحدة عن دائرة Strathkelvin and Bearsden (UK Parliament constituency) [الإنجليزية]‏ خلال فترته النيابية ‏ (9 أبريل 1992 – 8 أبريل 1997).
- في الانتخابات العامة في المملكة المتحدة 1997 [الإنجليزية]‏، انتخب عضو البرلمان الثاني والخمسون للمملكة المتحدة عن دائرة Strathkelvin and Bearsden (UK Parliament constituency) [الإنجليزية]‏ وقد انضم خلال فترته النيابية ‏ (1 مايو 1997 – 14 مايو 2001) للكتلة البرلمانية حزب العمال.
- انتخب Minister for Environment, Sport and Culture ‏ ( – مارس 2001).
- انتخب Minister for Children and Education ‏ (17 مايو 1999 – ).
- في الانتخابات النيابية العمومية الاسكتلندية 1999 [الإنجليزية]‏، انتخب عضو البرلمان الاسكتلندي الأول ‏ عن دائرة Strathkelvin and Bearsden (Scottish Parliament constituency) [الإنجليزية]‏ وقد انضم خلال فترته النيابية [الإنجليزية]‏ (6 مايو 1999 – 14 مايو 2001) للكتلة البرلمانية حزب العمال الاسكوتلندي [الإنجليزية]‏.